# Aagje Vanwalleghem
Aagje Vanwalleghem, nata Ana Maria Pereira da Silva (Poção de Pedras, 24 ottobre 1987), è un'ex ginnasta belga, nata in Brasile.

## Palmarès

### Coppa del mondo
- 1 medaglia:
  - 1 bronzo (Madrid 2008 nel volteggio)

### Europei
- 1 medaglia:
  - 1 bronzo (Debrecen 2005 nel volteggio)